# 赤間凛音
赤間 凛音（あかま りず、2009年1月8日 - ）は、日本の女子スケートボーダー。2024年開催のパリオリンピック スケートボード女子ストリートの銀メダリスト。

## 経歴
宮城県仙台市出身。東北高等学校在学中。
7歳で競技を始める。
2021年の日本スケートボード選手権で優勝。2023年5月のUPRISING TOKYOでは6位。12月に東京で行われたストリート世界選手権に出場し、6位に入った。
2024年5月16日、パリオリンピック予選シリーズの上海大会において2位に入り、6月24日のブダペスト大会で4位となり、パリオリンピック出場資格を獲得。
2024年7月の2024年パリオリンピックでは、265.95で銀メダルを獲得した。
2024年9月のストリート世界選手権では、シード選手として準々決勝からの出場となり、5位に入った。同月のXゲームズ千葉大会では3位。

## 戦績
- 2021年
  - 第4回日本スケートボード選手権大会 優勝[4]
- 2024年
  - 2024年パリオリンピック 2位[2]